# Michael Stephenson

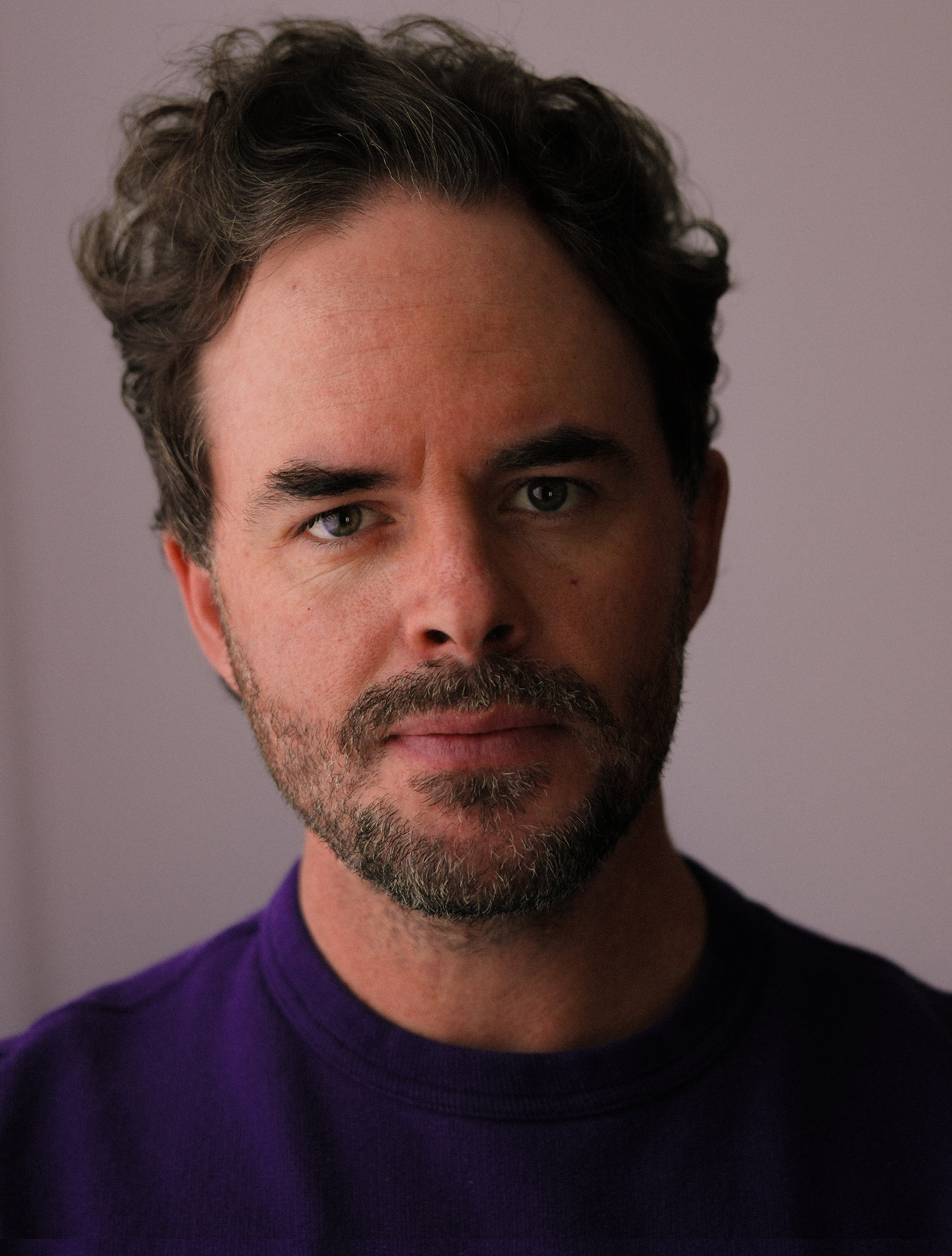
Michael Stephenson, 2022

Michael Paul Stephenson (* 28. Februar 1978 in Salt Lake City, Utah) ist ein US-amerikanischer Filmproduzent, Filmregisseur und Schauspieler.

## Leben
Stephenson wirkte Anfang der 1990er Jahre in einigen Horrorfilmen mit. 1992 war er im Kurzfilm Nichts für Feiglinge an der Seite von David Hasselhoff zu sehen. 2001 hatte er in einer Episode der Fernsehserie Ein Hauch von Himmel seine vorerst letzte Besetzung als Filmschauspieler. Seit 2009 arbeitet er als Produzent und Regisseur. Sein erstes Projekt war eine Dokumentation zu dem 1990 erschienenen Film Troll 2, wo er selbst in eine der Hauptrollen zu sehen ist. Die Dokumentation besteht aus einem Making-Up und zeigt außerdem, wie sich ein Kult zum Film bildete und was die Schauspieler heute machen.
Stephenson ist verheiratet und Vater von zwei Kindern.

## Filmografie

### Produzent
- 2009: Best Worst Movie (Dokumentation)
- 2010: Dreamworld (Kurzfilm)
- 2012: The American Scream (Dokumentation)
- 2013: Zero Charisma

### Regie
- 2009: Best Worst Movie (Dokumentation)
- 2012: The American Scream (Dokumentation)
- 2017: Girlfriend’s Day

### Schauspiel
- 1990: Horror House 2
- 1990: Troll 2
- 1991: Encyclopedia Brown (Fernsehserie)
- 1992: Nichts für Feiglinge (The Bulkin Trail) (Kurzfilm)
- 1992: Miracles & Other Wonders (Fernsehserie, Pilotfolge)
- 1996: Der Sieg der Zeitungsjungs (The Paper Brigade)
- 1998: Im Netz der schwarzen Witwe (Before He Wakes) (Fernsehfilm)
- 2001: Ein Hauch von Himmel (Touched By An Angel) (Fernsehserie, Episode 7x19)